# 友里千賀子
友里 千賀子（ゆり ちかこ、1957年〈昭和32年〉3月21日 - ）は、日本の女優。
神奈川県鎌倉市出身、生まれは東京都中央区日本橋人形町。

## 略歴
清泉女学院高校、桐朋学園大学短期大学部（現・桐朋学園芸術短期大学）演劇専攻卒業。
妹がいる。
高校まで女子一貫校の清泉女学院で学び、中学・高校と体育ダンス部に所属していた。桐朋学園短期大学で演劇を専攻する。
大学卒業後、1977年に俳優座の映画放送俳優部に所属。
1977年、『気まぐれ本格派』で初のレギュラー出演、1978年の『おていちゃん』にヒロイン役に抜擢されたことで注目を集めた。
結婚後は芸能活動を休止。
趣味は読書と犬（愛犬：ウィービー）。

## 出演

### テレビドラマ
- 金曜劇場 / ちちんぷいぷい（1977年、NTV）[注釈 1]
- 気まぐれ本格派（1977年、NTV・ユニオン映画） - 清水霧子[注釈 2]
- 土曜ワイド劇場（ANB）
  - 最後の賭け 老刑事と金庫破り（1977年10月8日）
  - スキーバスを追え! 36人の乗客（1980年2月9日）
  - 密会の宿殺人事件2（1986年3月29日） - 高見左知子
  - 京都化野殺人事件　嵯峨念仏寺のめぐり会い（1987年3月7日） - 古畑秋子
  - 長崎オランダ村殺人事件（1987年3月28日） - 浜田智恵
  - 島めぐり豪華フェリー花嫁ツアー殺人事件（1988年2月6日）
  - Xマスには死化粧を!　光の国のアリス連続殺人（1989年12月16日、ABC） - 平田美津代
  - 大密室殺人事件3「宙に浮く」（1992年4月11日） - 名取葉子
  - 秋の殺人者　再会がもたらす夫婦の危機（1995年10月14日） - 佐伯薫
- おていちゃん（1978年、NHK連続テレビ小説） - 主演∶大沢てい子（おてい）
- 草燃える（1979年、NHK大河ドラマ） - 静御前
- 愛ってなんですか
  - 第1話「サチコとアキラの新婚記」[5]（1979年、CX） - 主演：幸子
  - 第2話「サチコとアキラの出産記」[6]（1979年、CX） - 主演：幸子
- 木曜座 / 水中花（1979年、TBS）　- 森下美絵
- 天中殺の女たち 第2話「すばらしき休日」（1979年、TBS）[7]
- 東芝日曜劇場
  - 第1197回「愛の学校」（1979年、北海道放送）
  - 第1814回「それからの冬」（1991年、TBS）
- 風の隼人（1979年 - 1980年、NHK） - 千代
- 銭形平次 第702話「夢を見た風来坊」（1980年1月、CX） - お菊
- 太陽にほえろ! 第398話「名残り雪」（1980年3月、東宝・NTV） - 立原佐知子
- 巨大熊との死闘 アラスカの白い牙（1980年、KTV）[8]
- 私たちの家族（1980年、CX）[9]
- 新・江戸の旋風 第15話「夫婦団子」（1980年、CX・東宝） - おひさ
- 銀河テレビ小説（NHK）
  - 極楽日記（1980年）
  - がんばったンねん（1983年） - るり子
- 87分署シリーズ・裸の街 第19話「望郷哀歌」（1980年8月、CX） - 江原和江
- 土曜ナナハン学園危機一髪 「1980 - 帰らざる夏」（1980年8月23日、CX）
- 木曜ゴールデンドラマ
  - この命に愛を!（1980年6月26日、NTV）
  - 誘拐（1980年9月11日、YTV）
  - 花嫁を求めて幾千里（1982年3月18日、YTV）
  - 夫を返して!（1983年12月15日、YTV）
- 阪急ドラマシリーズ
  - ゆるしません!（1980年-1981年、宝塚映像・KTV） - 主演：木山めぐみ
- 山本周五郎ドラマ/折鶴（1980年12月28日、NHK） - ぬい
- 平岩弓枝ドラマシリーズ / 女の座（1981年、CX）
- 時代劇スペシャル / 江戸っ子祭 太助・家光・彦左（1981年、CX） - お豊
- キッド（1981年、NTV） - 春日めぐみ
- ドラマ人間模様 / ひこばえの歌（1982年、NHK）
- 柳生十兵衛あばれ旅 第8話「細うで喧嘩花」（1982年、ANB・東映） - お侠
- 松平右近事件帳 第41話「ろくでなしの恩返し」（1983年） - おしの
- 大岡越前 第7部 第7話「嘘つき親父の真実」（1983年6月6日、TBS・C.A.L） - おきみ
- 特捜最前線 第334話「東京犯罪ガイド!」（1983年10月、東映・ANB） - 松田ひろみ
- 月曜ドラマランド / 長谷川町子のいじわる看護婦シリーズ（1983年 - 1985年、CX）
- 花王名人劇場（KTV・東阪企画）
  - 母さんは愛の奇術師（1983年）
  - 裸の大将 第44話「清とベンガラの花嫁」（1990年） - 後藤珠江
- ザ・サスペンス（TBS）
  - 猟人日記（1983年3月26日、大映テレビ） - 小糸直子
  - 九州殺人行（1984年5月5日、大映テレビ） - 横路たまみ
- 水曜ドラマスペシャル（TBS）
  - 虚空の時差（1985年7月31日） - 主演∶小林竜絵
  - 水曜日の恋人たち3（1985年11月20日）
  - ポルノ女優小夜子シリーズ1（1986年11月5日）
  - 女の願い（1987年3月4日）
- 火曜サスペンス劇場（NTV系）
  - 非行少年「男と女の皮肉な再会!16年前の過去が少年を殺す」（1985年） - 村野陽子[10]
  - 津軽海峡 - 殺しの双曲線 最後の青函連絡船殺人事件（1988年） - 菅原いずみ
  - 殺意の通路（1991年）
  - 六月の花嫁3「結婚写真」（1991年）
  - 結婚写真（1991年6月、磯田事務所）
  - 小京都ミステリー15 大和路くみひも殺人事件（1995年） - 藤村夕紀
  - 保護観察・少年A（2000年）
- 花王 愛の劇場（TBS）
  - 袖すりあうも嫁姑（1986年）
  - おめでた（1989年）
  - 子子家庭は危機一髪（1993年）
  - 温泉へ行こう2（2001年）
- 水曜ドラマ / 妻たちの危険な関係（1986年、NTV）　- 飯田澄子
- ジャングル（1987年、東宝・NTV） - 溝口明美
  - NEWジャングル（1988年、東宝・NTV）- 溝口明美
- 夏樹静子サスペンス 闇よやさしく（1987年6月1日、KTV）
- 六本木ダンディーおみやさん（1987年、スタッフアズバーズ・ABC） - 藤崎英子巡査長
- 嫁姑露天ぶろ戦争!（1987年、TX）
- はぐれ刑事純情派（東映・ANB）
  - 第1シリーズ 第2話「伊豆湯けむり危険な密会」（1988年）
  - 第8シリーズ 第23話「還ってきた女刑事・万引きの誘惑」（1995年）
  - 第14シリーズ 第7話「妻が見た三角関係の秘密! 拾われた女?!」（2001年） - 広沢千鶴子
- 三匹が斬る!シリーズ（ANB）
  - 続・三匹が斬る! 第6話「御神水、飲んで飲まれて悪徳商法」（1989年1月）
  - 新・三匹が斬る! 第18話「羽黒山、天狗も泣いた色と欲」（1993年2月） - お豊
  - ニュー・三匹が斬る! 第9話「辻斬りが、好きな殿の紋所」（1994年3月） - 乙女
- 円谷プロ50周年記念「ウルトラマンをつくった男たち」～星の林に月の舟～（1989年、TBS）音響効果の妻
- 水曜グランドロマン / 九時まで待って（1989年、NTV）
- 土曜ドラマ / 夕陽をあびて（1989年、NHK）
- 八百八町夢日記（NTV ・ユニオン映画）
  - 第1シリーズ 第18話「最後の涙」（1990年） - およし
  - 第2シリーズ 第33話「壺ふり女医者」（1992年） - 神崎ちづる
- 日本一のカッ飛び男（1990年、CX）
- 木曜ドラマ / 女の敵は男の敵（1990年、ANB）
- 世にも奇妙な物語2 「家族の肖像」（1991年、CX）
- デパート!夏物語（1991年、TBS）
- 月曜ドラマスペシャル （TBS）
  - 女相続人連続殺人事件　莫大な遺産をめぐる凄絶な女の戦い（1992年5月11日） - 雪子
  - 小児外科病棟 あしたまたね!（1993年5月31日）
  - 交通刑務所・刑務官（1996年3月18日） - 小宮山晴代
- 妻たちの劇場 / 天上の青（1992年、CX / PDS）　- 波多智子
- ララバイ刑事'92最終回スペシャル「女警部に異動命令!」（1992年、大映テレビ・ANB）
- 東京チャッカリ娘（1992年、TBS）
- 銭形平次（CX）
  - 第2シリーズ 第17話「追われる男」（1992年） - お杉
  - 第3シリーズ 第16話「四人の容疑者」（1993年） - おこん
- 鬼平犯科帳 第4シリーズ 第10話「密偵（いぬ）」（1993年2月、CX） - おふく
- 清左衛門残日録 第6話「梅咲くころ」（1993年、NHK）
- ドラマ30 / 泣かないでママ（1994年、CBC） - 主演：青木美沙子
- 夢見た夢子（1994年、NHK-BS）
- 若者のすべて（1994年、CX）- -川島晶子
- さすらい刑事旅情編7　第11話「伊予松山～内子 俳句を作る女」（1994年、東映・ANB）
- 新春12時間超ワイドドラマ / 豊臣秀吉 天下を獲る!（1995年、TX / 松竹） - お松
- HOTEL 第4シリーズ 第6話（1995年、近藤照男プロ・TBS） - ゆみこ
- 松ヶ枝町サーガ（1995年、NHK）
- 名奉行 遠山の金さん 第7シリーズ 第12話「消えた五千両! 棺桶を作る女」（1995年、ANB / 東映） - おりき
- サンセットサンライズ（1997年）
- 金曜エンタテイメント（CX）
  - 赤い霊柩車11（1999年10月22日） - 田中(朱雀)美知子
- Gメン'75スペシャル 帰ってきた若き獅子たち（2000年、近藤照男プロダクションTBS）
- ドラマDモード / はっぴぃ・ウェディング（2001年、NHK）
- 藤沢周平の人情しぐれ町（2001年、NHK） - おりん
- 松本清張特別企画・影の車（2001年2月19日、TBS・大映テレビ） - 町田道子
- 水戸黄門（TBS・C.A.L）
  - 第29部 第22話「天狗面が悪を斬る! -新発田-」（2001年8月27日） - おきん
  - 第31部 第7話「格も迷惑 意地っ張り母娘 -宮-」（2002年11月25日） - おきよ
- 御宿かわせみ 第二章 第11話（2004年、NHK）

### 情報・バラエティ番組
- 志村けんのだいじょうぶだぁ（1989年）　- コントに教師役で出演
- 料理天国

ほか多数

### CM
- 資生堂 バスボン石鹸（1980年 - 1982年）
- 井村屋製菓 「肉まん・あんまん」
- 農協貯金（1985年）

### 映画
- 月山（1979年、映画デビュー作）　- 文子 役
- あゝ野麦峠（1979年、東宝）
- 俺たちの交響楽（1979年、松竹、山田洋次原案）　- 小林京子 役
- 港町紳士録（1979年、松竹）
- 連合艦隊（1981年、東宝） - 小田切照代 役[11]
- アッシイたちの街（1981年）　- 早坂美恵 役
- 潮音・ある愛のかたみ（1984年）
- お葬式（1984年、伊丹十三監督）　- 綾子 役
- あいつに恋して（1987年、東宝 / 日本テレビ）　- 江藤駒子 役
- 二十四の瞳（1987年、松竹）　- おなご先生 役
- お墓がない（1998年、松竹 / フジテレビジョン）　- 遺族の婦人 役
- 黒い家（1999年、松竹）　- 大西光代 役

### 舞台
- たわむれになすな恋（1982年、サンシャイン劇場）
- 頭痛肩こり樋口一葉
- 愛と修羅
- 質屋の女房
- 華岡青洲の妻
- ゆずり葉

### その他
- 茨城県交通安全フェスティバル（1978年9月4日､ 水戸市）- 一日警察本部長

## 受賞歴
- エランドール新人賞（1979年）